# The Night Comes Down
"The Night Comes Down" es una canción escrita por el guitarrista Brian May en 1970 para el álbum debut homónimo de 1973. Identificada como una de las primeras baladas de rock de la banda. "The Night Comes Down" es una de las 3 canciones (junto con "Keep Yourself Alive" y "Liar") que convenció a Jac Holzman a distribuir al grupo en el territorio estadounidense a través de su sello discográfico, Elektra Records.

## Grabación y producción

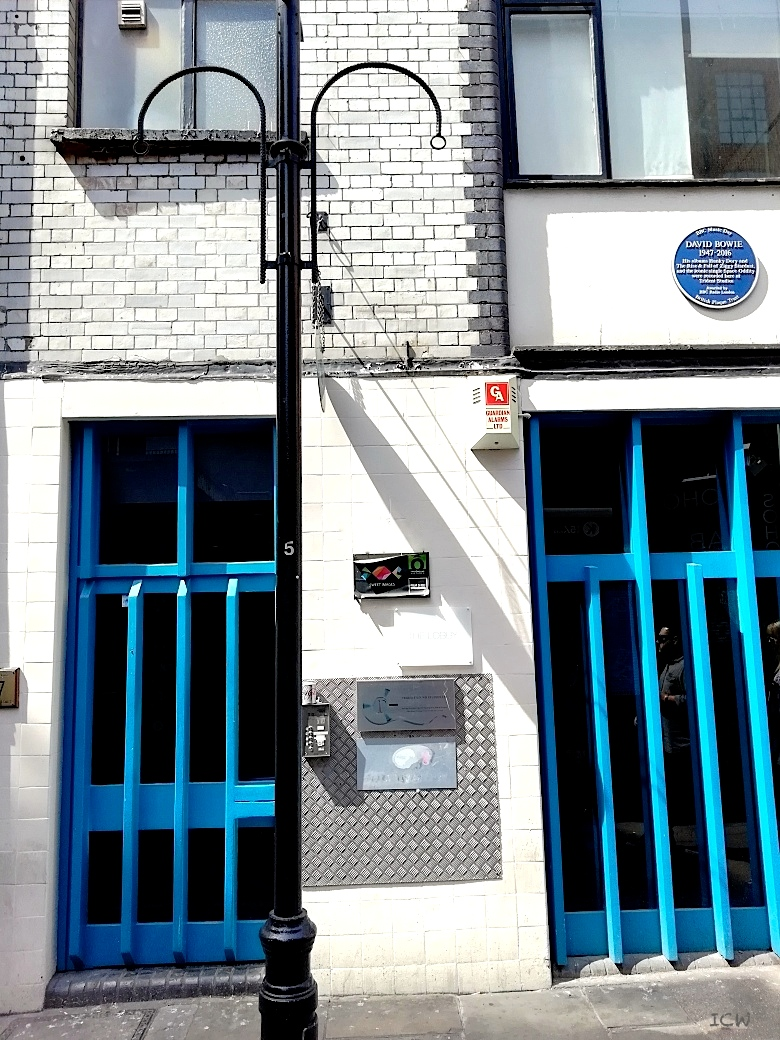
Los Trident Studios en 2018, donde el álbum fue grabado.

Durante sus años como miembro de otra banda llamada 1984 (nombrada en honor a la novela del mismo nombre de George Orwell), Brian May comenzó una amistad muy cercana con el bajista de la banda, Dave Dilloway. En ese momento, Dilloway le dio May una guitarra acústica alemana Hallfredh del año de 1930, y a cambio, May le dio a Dilloway una guitarra de seis cuerdas Egmond Toledo, que el obtuvo originalmente como un regalo de sus padres para su séptimo cumpleaños.
Grabada durante las sesiones de De Lane Lea en diciembre de 1971, cuando la banda fue contratada para probar los nuevos equipos del estudio a cambio de que se les permitiera grabar demos adecuados para su intento de encontrar un sello. Roger Taylor, quién nunca estuvo satisfecho con el sonido de la batería en la versión de los estudios Trident, apreció está toma más que las demás, por lo tanto, la versión de 1971 fue elegida para aparecer en el álbum.

## Letra
"The Night Comes Down" hace referencia a la canción de the Beatles, "Lucy in the Sky with Diamonds" en el primer verso de la canción: "Lucy was high and so was I", y cambia el ritmo y el sentimiento del álbum.
El segundo verso de la canción aborda la dualidad entre negro y blanco, y entre el día y la noche. Como extensión, futuras canciones de la banda abordarian la oposición entre el bien y el mal, y estos temas se verían identificados a principios de 1974, especialmente en los disfraces y maquillaje de la banda.

## Otras versiones
- Andrew McArthur y Falcon Jane grabaron la canción para su EP debut, We Get By.[6]
- El músico francés Baptiste Defromont hizo un cover de la canción y posteriormente, la subió a su canal de YouTube.[7]

## Créditos
Créditos adaptados desde las notas del álbum.
- Freddie Mercury – voz principal y coros
- Brian May – guitarra eléctrica y acústica, coros
- Roger Taylor – batería, coros
- John Deacon – bajo eléctrico

## Uso en la cultura popular
- La canción fue tocada en el episodio final de la serie de televisión, Vinyl.